# Penjajuća paprat
Penjajuća paprat (lat. Lygodium), rod Papratnica, jedini u porodici Lygodiaceae. Ime penjajuća paprat dolazi otuda što je penjačica, a od kojih nekoliko desetaka vrsta (29, plus 2 hibrida), poznatija je japanska penjajuća paprat
Biljke su kopnene, rhizomi su dugi, puzeći i dlakavi, bez ljuskica. Stabljike su razgranate, penjući se uz nosače uvijajući rahiju. Rahija je tanka, neograničeno se rasteže, često je duga i do nekoliko metara.
Rod je raširen po svim kontinentima osim u Europi.

## Vrste
1. Lygodium altum (C. B. Clarke) Alderw.
2. Lygodium articulatum A. Rich.
3. Lygodium auriculatum (Willd.) Alston
4. Lygodium boivinii Kuhn
5. Lygodium borneense Alderw.
6. Lygodium circinnatum (Burm. fil.) Sw.
7. Lygodium cubense Kunth
8. Lygodium dimorphum Copel.
9. Lygodium flexuosum (L.) Sw.
10. Lygodium heterodoxum Kunze
11. Lygodium hians E. Fourn.
12. Lygodium japonicum (Thunb.) Sw.
13. Lygodium kerstenii Kuhn
14. Lygodium lanceolatum Desv.
15. Lygodium longifolium (Willd.) Sw.
16. Lygodium merrillii Copel.
17. Lygodium microphyllum (Cav.) R. Br.
18. Lygodium oligostachyum (Willd.) Desv.
19. Lygodium palmatum (Bernh.) Sw.
20. Lygodium polystachyum Wall. ex T. Moore
21. Lygodium radiatum Prantl
22. Lygodium reticulatum Schkuhr
23. Lygodium salicifolium C. Presl
24. Lygodium smithianum C. Presl
25. Lygodium trifurcatum Baker
26. Lygodium venustum Sw.
27. Lygodium versteegii Christ
28. Lygodium volubile Sw.
29. Lygodium yunnanense Ching
30. Lygodium × fayae Jermy & T. G. Walker
31. Lygodium × lancetillanum L. D. Gómez

## Sinonimi
- Cteisium Michx.
- Gisopteris Bernh.
- Hugona Cav. ex Roem.
- Hydroglossum Willd.
- Lygodictyon J.Sm.
- Odontopteris Bernh.
- Ramondia Mirb.
- Ugena Cav.
- Vallifilix Thouars

## Vanjske poveznice
|  | Zajednički poslužitelj ima još gradiva o temi Lygodium |
|  | Wikivrste imaju podatke o taksonu Lygodium             |